# Lý Diệu Văn
Lý Diệu Văn (tiếng Trung: 李耀文; bính âm: Lĭ Yàowén; 1 tháng 5 năm 1918 – 10 tháng 4 năm 2018) là Đô đốc Quân Giải phóng Nhân dân Trung Quốc.
Lý Diệu Văn sinh tại Vinh Thành, tỉnh Sơn Đông, ông tham gia cách mạng ở tuổi 16 và gia nhập Đảng Cộng sản Trung Quốc ở tuổi 19 và đã chiến đấu nhiều trận đánh với tư cách là sĩ quan quân đội cấp cao của Quân Giải phóng Nhân dân Trung Quốc trong Nội chiến Trung Quốc, Chiến tranh Triều Tiên và trận chiến biển Trung Quốc-Việt Nam. Ông được trao tặng quân hàm Thiếu tướng ở tuổi 37 và quân hàm Thượng tướng tháng 9 năm 1988. Ông từng giữ chức vụ Chính ủy Hải quân Quân Giải phóng Nhân dân Trung Quốc (Hải quân PLA) từ năm 1980 đến năm 1990, Phó Chính ủy Quân khu Tế Nam từ năm 1965 đến năm 1970 và Chủ nhiệm Chính trị Quân khu Tế Nam từ năm 1955 đến năm 1968. Trong Cách mạng Văn hóa, ông gia nhập ngành ngoại giao và đảm nhận nhiều chức vụ khác nhau ở Bộ Ngoại giao, trong đó có Thứ trưởng Bộ Ngoại giao (1970–1972), Đại sứ Trung Quốc tại Tanzania (1972–1975) và Đại sứ Trung Quốc tại Madagascar (1975–1976).
Ông là Ủy viên dự khuyết Ủy ban Trung ương Đảng Cộng sản Trung Quốc khóa XI, Ủy viên chính thức Ủy ban Trung ương Đảng Cộng sản Trung Quốc khóa XII (1982 - 1987) và Ủy viên Ủy ban Cố vấn Trung ương Đảng Cộng sản Trung Quốc.

## Tiểu sử

### Đầu đời và giáo dục
Ông tên thật là Trương Tích Thân (张锡绅) sinh ngày 1 tháng 5 năm 1918 tại trấn Thành Sơn, huyện Vinh Thành, tỉnh Sơn Đông. Ông theo học Trường số 1 huyện Vinh Thành.

### Tham gia cách mạng
Sau khi học xong, ông gia nhập vào lực lượng lao động. Ông lần lượt làm việc tại Cục Giáo dục, Bảo tàng Thư viện và Giáo dục của huyện Vinh Thành.
Sau sự biến ngày 18 tháng 9, Lý Diệu Văn chịu ảnh hưởng của Tào Mạn Chi (曹漫之), một người cộng sản và bắt đầu đọc sách chủ nghĩa Marx.
Năm 1933, Lý Diệu Văn được chuyển đến Bảo tàng Giáo dục với vai trò quản trị viên, đồng thời, ông làm việc với tư cách một thành viên của Đảng dưới lòng đất và thu thập thông tin bí mật hàng đầu cho Huyện ủy Giao Đông.
Năm 1934, Lý Diệu Văn và Tào Mạn Chi đã sử dụng Bảo tàng Giáo dục làm cơ sở để họ truyền bá chủ nghĩa yêu nước và chủ nghĩa cộng sản.

### Chiến tranh Trung-Nhật lần thứ hai
Năm 1937, Lý Diệu Văn gia nhập Đảng Cộng sản Trung Quốc dưới sự giới thiệu của Tào Mạn Chi. Ngày 7 tháng 7, sự kiện Lư Câu Kiều nổ ra, Lý Diệu Văn làm ủy viên phụ trách tuyên tuyền của Huyện ủy lâm thời Vinh Thành và Tào Mạn Chi làm Bí thư. Vào cuối năm 1937, Lý Diệu Văn, Tào Mạn Chi và Lâm Hồ Gia đã phát động cuộc nổi dậy vũ trang và gia nhập quân đội của Quân đoàn 3 Cứu quốc quân kháng Nhật nhân dân Sơn Đông (山东人民抗日救国军第三军).
Tháng 1 năm 1938 đến tháng 8 năm 1945, ông đã tổ chức cuộc đấu tranh chống Nhật Bản ở nhiều khu vực của Sơn Đông. Sau khi Nhật Bản đầu hàng vào tháng 12 năm 1945, ông làm Chính ủy Sư đoàn 9, Quân khu Lỗ Trung.

### Nội chiến Trung Quốc
Tháng 1 năm 1947, ông đã chỉ huy quân đội của mình gia nhập Trận Nam Sơn Đông và sau đó tham gia Trận Lai Vu và Trận Mạnh Lương Cổ.
Tháng 1 năm 1948, ông trở thành Phó Chủ nhiệm Chính trị Tung đội 8 (八纵队) của Quân Dã chiến Hoa Đông và được bổ nhiệm làm Chủ nhiệm Chính trị Tung đội 8 vào tháng 5 năm 1948. Tháng 6, quân đội của ông tham gia Trận Khai Phong và Trận Đông Hà Nam. Tháng 11, ông tham gia Chiến dịch Hoài Hải được lãnh đạo bởi Lưu Bá Thừa, Túc Dụ, Trần Nghị và Đặng Tiểu Bình ở Hoa Bắc.
Tháng 4 năm 1949, ông tham gia Chiến dịch Độ Giang và sau đó chiếm được thành phố Thượng Hải.

### Cộng hòa Nhân dân Trung Hoa
Tháng 10 năm 1950, Kim Il-sung xâm chiếm Hàn Quốc và sau đó Chiến tranh Triều Tiên nổ ra. Sau khi nhận được mệnh lệnh của Ủy ban Quân sự Trung ương, Lý Diệu Văn đã chỉ huy quân đội của mình tham gia Chiến tranh Triều Tiên do Bành Đức Hoài lãnh đạo.
Tháng 7 năm 1954, Lý Diệu Văn được bổ nhiệm làm Chủ nhiệm Chính trị Quân khu Sơn Đông, được tái tổ chức thành Quân khu Tế Nam, một trong mười ba quân khu tại Trung Quốc. Tháng 9, Lý Diệu Văn được trao tặng quân hàm Thiếu tướng và Huân chương Giải phóng hạng Nhất cũng như Huân chương Độc lập và Tự do hạng Nhì.
Tháng 10 năm 1965, Lý Diệu Văn được thăng chức làm Phó Chính ủy Quân khu Tế Nam.
Tháng 4 năm 1970, Thủ tướng Chu Ân Lai bổ nhiệm ông làm Thứ trưởng Bộ Ngoại giao Cộng hòa Nhân dân Trung Hoa.
Ngày 13 tháng 9 năm 1971, Lâm Bưu đã cố chạy trốn khỏi Liên Xô nhưng ông bị một vụ tai nạn máy bay và chết tại Ondorhaan, Mông Cổ. Sau khi nhận được thông tin có giá trị được cung cấp bởi Đại sứ quán Trung Quốc tại Mông Cổ, Lý Diệu Văn đã chứng minh cái chết của Lâm Bưu.
Tháng 4 năm 1972, Mao Trạch Đông bổ nhiệm ông trở thành Đại sứ Trung Quốc tại Tanzania.
Năm 1975, ông được bổ nhiệm làm Đại sứ Trung Quốc tại Madagascar và giữ chức vụ này cho đến tháng 2 năm 1976.
Năm 1976, Hoa Quốc Phong và Diệp Kiếm Anh lật đổ Tứ nhân bang. Tháng 4 năm 1977, Lý Diệu Văn làm Chính ủy Ủy ban Khoa học Kỹ thuật Quốc phòng Quân Giải phóng Nhân dân Trung Quốc, phục vụ với vai trò phụ tá của Thượng tướng Trương Ái Bình. Tháng 8, ông được bầu làm Ủy viên dự khuyết Ủy ban Trung ương Đảng Cộng sản Trung Quốc khóa XI.
Tháng 10 năm 1980, Lý Diệu Văn được bổ nhiệm làm Chính ủy Hải quân Quân Giải phóng Nhân dân Trung Quốc (Hải quân PLA). Tháng 9 năm 1982, ông được bầu làm Ủy viên chính thức Ủy ban Trung ương Đảng Cộng sản Trung Quốc khóa XII.
Tháng 10 năm 1987, ông trở thành Ủy viên Ủy ban Cố vấn Trung ương Đảng Cộng sản Trung Quốc.
Tháng 9 năm 1988, Lý Diệu Văn được trao tặng quân hàm Đô đốc (Thượng tướng).
Ông nghỉ hưu tháng 7 năm 1998 và cùng năm đó, chính phủ Trung Quốc đã trao tặng Huy chương Sao đỏ hạng Nhất cho Lý Diệu Văn.

### Qua đời
Ngày 10 tháng 4 năm 2018, Lý Diệu Văn qua đời tại Bắc Kinh, thiếu ba tuần để trở thành một người sống trăm tuổi.